# Ritratto di Jan Six
Ritratto di Jan Six è un dipinto a olio su tela (112x102 cm) realizzato nel 1654 dal pittore Rembrandt Harmenszoon Van Rijn.
Fa parte della Six Collectie di Amsterdam, collezione privata che appartiene tuttora ai discendenti del personaggio ritratto, Jan Six (1618 - 1700), già all'epoca collezionista d'arte e buon amico del pittore, oltre che suo mecenate.

## Descrizione
È tra le opere più ampie di Rembrandt, e mostra il commerciante di origine francese nel momento in cui infila i guanti prima di uscire di casa. Le mani, i guanti e la cappa rossa sono rese con poche pennellate potremmo dire sbrigative, veloci, una tecnica ripresa e affinata qualche secolo dopo dagli impressionisti, mentre il volto viene cesellato e profondamente elaborato più volte, fino a raggiungere un'espressione splendida di momentanea assenza. Il quadro si rivela così un effettivo e sensibile tributo alla grande amicizia tra i due, forse quello in cui queste qualità vengono maggiormente espresse e colte anche dal pubblico. Anche tre anni dopo, Rembrandt produce un altro ritratto dell'amico commerciante in seta e collezionista: vi si vede Six in piedi, intento alla lettura, vicino alla finestra, circondato da libri e manoscritti, un quadro alla parete, l'immagine perfetta di un poeta collezionista quale era.
Qui invece Rembrandt ci racconta di un nobile appartenente a una famiglia ugonotta, fuggita ad Amsterdam da Saint-Omer alla fine del XVI secolo, e che era riuscita ad ammassare una fortuna con il commercio dei tessuti e la tintura della seta; un uomo di 36 anni, con un fiorente commercio, brillante e gaudente che diverrà in un tempo successivo anche sindaco/borgomastro della città (carriera che lo porterà a lasciare l'attività di famiglia intorno al 1691), che acquista opere d'arte, motivo per il quale conosce il pittore.
Membro del cosiddetto Muiderkring, un circolo culturale che ruotava intorno a Hooft, Six era interessato alle arti, soprattutto la poesia, di cui pubblicò alcuni volumi, oltre ad altri di pieces teatrali, viaggiava in tutta Europa, incluso una lunga spedizione in Italia, per acquistare i capolavori di cui era appassionato, i maestri italiani e olandesi, le sculture antiche, le gemme incise.
Ad un certo punto, quando Rembrandt ebbe bisogno di una certa somma di denaro, fu l'amico che gliela prestò. Forse come ricompensa, o come semplice gesto amicale, Six si trovò ad essere proprietario di numerose opere di Rembrandt, ma il loro rapporto è da considerarsi più una vera amicizia che una mera relazione tra protettore/committente e artista. Oltre ai due dipinti summenzionati, il pittore disegnò la copertina per la tragedia di Six Medea e due illustrazioni per il suo Album Amicorum del 1652.